# 541571 Schulekfrigyes
541571 Schulekfrigyes este o planetă minoră (asteroid) din centura de asteroizi. A fost descoperită pe 30 septembrie 2011 la Piszkéstetői Obszervatórium⁠(d) de  și a fost numită după Frigyes Schulek. 
Obiectul prezintă o orbită caracterizată de o semiaxă mare de 2,5750735954496 UAi, o excentricitate de 0,042097676582594, o înclinație de 13,721131082194 ° în raport cu ecliptica.